# Seung Sahn

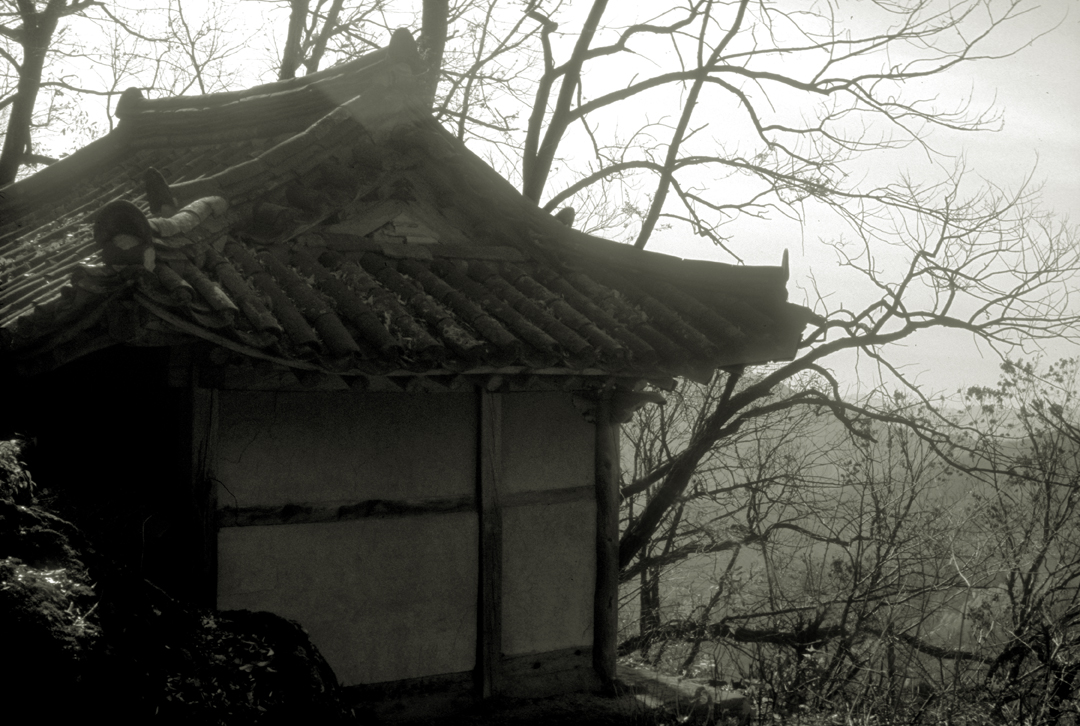
Pustelnia, gdzie Seung Sahn spędził ostatnie lata życia

Seung Sahn (także Sungsan Haengwŏn Taesŏnsa 숭산행원대선사, hanja: 崇山行願大禪師, ur. 1 sierpnia 1927 w Sunch’ŏn, zm. 30 listopada 2004 w Seulu) – 78. patriarcha buddyzmu koreańskiego w linii przekazu od Buddy Siakjamuniego. Twórca jednej z największych organizacji zen na świecie – Kwan Um Zen School, działającej także w Polsce pod nazwą Szkoła Zen Kwan Um.

## Życiorys

### Okres początkowy (1927-1949)
Urodził się w protestanckiej prezbiteriańskiej rodzinie w Sunch’ŏn w północnej części Korei. W 1944 roku walczył w niepodległościowym ruchu przeciwko Japończykom. Po schwytaniu go przez Japończyków cudem udało mu się uniknąć śmierci. Po wojnie rozpoczął studia filozofii zachodniej na uniwersytecie Dong Guk. W Korei sytuacja polityczna stawała się coraz bardziej chaotyczna i Seung Sahn zorientował się, że nie będzie w stanie pomóc ludziom poprzez polityczną aktywność czy też akademickie studia. Ogolił głowę i udał się w góry ślubując nie powrócić dopóki nie osiągnie prawdy. Przez trzy miesiące czytał klasykę konfucjańską.
Wtedy jego przyjaciel, który był już mnichem buddyjskim, dał mu do przeczytania Diamentową sutrę (kor. Geumgang gyeong). Było to jego pierwsze zetknięcie się z buddyzmem. Było w niej napisane: "Wszystkie rzeczy, które pojawiają się na tym świecie są przemijające. Gdy postrzegasz wszystkie rzeczy, które się pojawiają, jako nie pojawiające się, to wtedy urzeczywistnisz swoje prawdziwe ja". Przez kilka następnych tygodni przeczytał inne sutry. W październiku 1948 roku został mnichem buddyjskim.
W dziesięć dni po przyjęciu wskazań udał się na 100-dniowe odosobnienie na górze Won Gak (Doskonałego Oświecenia). W czasie jego trwania odżywiał się tylko igłami sosnowymi i jego ciało zrobiło się zielone. Przez 20 godzin dziennie śpiewał "Wielką Dharani Pierwotnej Energii Umysłu". Kilka razy dziennie brał kąpiel w lodowatej wodzie.
Miał wiele okresów zwątpienia w celowość takiej praktyki, 9-krotnie chciał zrezygnować z odosobnienia, pakował swoje rzeczy, a później je rozpakowywał. Po 50 dniach jego ciało było wyczerpane i miał wizje tygrysów, demonów i owadów. Po miesiącu takich wizji pojawiły się wizje buddów, którzy przychodzili, aby go uczyć sutr i bodhisattwowów. Czasem, gdy przewracał się z wyczerpania, był budzony przez bodhisattwę Kwanseum. Po 80 dniach jego ciało zrobiło się bardzo silne.
Setnego dnia podczas śpiewania i wybijania rytmu moktakiem, nagle jego ciało zniknęło, a on znalazł się w nieskończonej przestrzeni. Z daleka słyszał swój głos i uderzenia w moktak. Gdy ten stan się skończył, Seung Sahn zrozumiał, "że skały, rzeka, wszystko, co mógł zobaczyć, wszystko, co mógł słyszeć, wszystko było jego prawdziwym ja. Wszystkie rzeczy są właśnie takie, jakie są. Prawda jest właśnie taka".
Napisał wtedy wiersz:
| Droga w dole góry Won Gak nie jest obecną drogą. Człowiek wspinający się ze swoim plecakiem nie jest człowiekiem z przeszłości. Tup, tup, tup – jego kroki unieruchamiają przeszłość i teraźniejszość. Kruki z drzewa. Kra, kra, kra. |

Po spotkaniu z mistrzem Kobongiem Kyŏngukiem (1890–1961) postanowił praktykować sŏn w klasztorze Sudŏk. Po jakimś czasie wszyscy mistrzowie, z którymi się spotkał potwierdzili jego oświecenie.
15 stycznia 1949 roku opuścił klasztor, aby ponownie spotkać się z mistrzem Kobongiem. Mistrz Kobong sprawdzał go konganami i na wszystkie Seung Sahn miał odpowiedź. Wreszcie Kobong spytał: "Mysz zjada jedzenie kota, ale kocia miska jest rozbita. Co to znaczy?". Seung Sahn nie mógł znaleźć odpowiedzi. Przez 50 minut Kobong i Seung Sahn siedzieli naprzeciw siebie "jak dwa kocury" i nagle Seung Sahn miał odpowiedź. Kobong powiedział: "Jesteś kwiatem, a ja pszczołą".
25 stycznia 1949 roku mistrz Kobong dał przekaz Dharmy Seung Sahnowi. Po ceremonii powiedział: "Przez następne trzy lata musisz milczeć. Jesteś wolnym człowiekiem. Spotkamy się za 500 lat".

### Mistrz, nauczyciel, misjonarz
Seung Sahn był 78 patriarchą w swojej linii przekazu i najmłodszym mistrzem zen.
W Korei w 1957 roku został opatem klasztoru Hwagye. W tym samym czasie założył Zjednoczone Stowarzyszenie Buddyjskie, które gromadziło świeckich ludzi oddanych sprawie koreańskiego buddyzmu i jego ożywieniu. Należał także do Rady Dyrektorów zakonu Chogye, która w latach 50. i 60. XX wieku podjęła się zreformowania zakonu i likwidowania skutków kilkudziesięcioletniej okupacji japońskiej i kilkusetletniego tępienia buddyzmu przez konfucjańską dynastię Chosŏn.
W czasie wojny koreańskiej służył w armii południowokoreańskiej.
Następnie spędził dziewięć lat w Japonii zarządzając dużą koreańską społecznością w tym kraju. Mimo że walczył z Japończykami w czasie wojny i usuwał skutki ich działalności w swoim kraju był w dobrych stosunkach z mistrzami zen, a nawet się z niektórymi zaprzyjaźnił, jak np. z Taizanem Maezumim.
W maju 1972 roku przybył do Providence w stanie Rhode Island w USA. Był bez pieniędzy i rozpoczął pracę jako mechanik. Gdy został rozpoznany jako koreański mnich, pojawili się ludzie pragnący praktykować pod jego kierunkiem i powstał pierwszy ośrodek zen. Wkrótce powstały ośrodki w innych miastach USA.
W 1978 roku mistrz Seung Sahn przybył po raz pierwszy do Polski na zaproszenie jego polskich uczniów. Powstał Krakowski Ośrodek Zen i wkrótce inne.
W 1983 roku oficjalnie została otwarta Kwan Um School of Zen. Do tego czas mistrz już od ponad 10 lat jeździł po USA i Europie i szerzył Dharmę. Od zakonu Chogye w Korei otrzymał tytuł Wielkiego Mistrza (kor. Daesa).
Seung Sahn dokonał przekazu Dharmy dla 10 mistrzów zen oraz pozwolenia nauczania (inka) dla mistrzów Dharmy.
Dae Soen Sa Nim zmarł w otoczeniu swoich uczniów w Hwagye sa w Seulu 30 listopada 2004 roku.

### Kontrowersja
W 1988 roku Sonia Alexander, była dyrektorka Cambridge Zen Center, ujawniła, że Seung Sahn utrzymywał seksualne związki z kilkoma kobietami, będąc mnichem. Gdy został zapytany o naturę tych związków, Seung Shan odparł: "To nie była miłość, to nie było pożądanie". Sonia Alexander opuściła wtedy organizację; odeszła wtedy także część praktykujących. Stwierdzono również, iż relacje te nie były w żaden sposób krzywdzące dla tych kobiet, a nawet miały pozytywne działanie. Seung Sahn przeprowadził dwie ceremonie skruchy. W 2011 roku Sonia Alexander powróciła do szkoły Kwan Um jako Starszy Nauczyciel Dharmy. Barbara (Bobby) Rhodes (Soenghyang), główna mistrzyni zen szkoły Kwan Um powiedziała: "Ludzie uczyli się żyć jako wspólnota", a ich nauczyciel "starał się nauczyć tego samego".

## Prace literackie

### Polskie wydania
- Strzepując popiół na Buddę. Nauki mistrza zen Seung Sahna, zebrał i opracował Stephen Mitchell, wyd. Szkoła Zen Kwan Um, wydanie wewnętrzne
- Kompas zen, Oficyna Wydawnicza "Miska Ryżu", Warszawa 2006, ISBN 83-917813-7-2
- Tylko nie wiem, wyd. Szkoła Zen Kwan Um, wydanie wewnętrzne
- Cały świat jest jednym kwiatem – 365 konganów na każdy dzień
- Kość przestrzeni (tom wierszy), wyd. Szkoła Zen Kwan Um w Polsce, Warszawa 2021. ISBN 978-83-948316-5-3

### Wydania zagraniczne
- Wanting Enlightenment Is a Big Mistake. Teachings of Zen Master Seung Sahn, zebrał i opracował Hyon Gak, wyd. Shambhala Publications Inc., Boston & London 2006, ISBN 1-59030-340-7

## Linia przekazu Dharmy
- 56/29 Shiwu Qinggong – (石屋淸珙) (bd)(kor. Sŏgok Ch'ŏnggong 석옥 청공)

- 57/30/1. T’aego Pou (1301–1382) – 태고 보우 (太古普愚)

- 58/31/2. Hwanam Honsu (1320–1392) – 환암 혼수 (幻庵混修)

- 59/32/3. Kugok Kagun – 구곡 각운 (龜谷覺雲)

- 60/33/4. Pyŏkkye Chŏngsim (zm. ok. 1492) – 벽계 정심 (碧溪淨心)

- 61/34/5. Pyŏksong Chiŏm (1464–1534) – 벽송 지엄 (碧松智嚴)

- 62/35/6. Puyong Yŏnggwan (1485–1567) – 부용 영관 (芙蓉靈觀)

- 63/36/7. Ch'ŏnghŏ Hyujŏng (Sosan Taesa) (1520–1604) – 청허 휴정 (淸虛休靜)

- 64/37/8. P’yŏnyang Ŏngi (1581–1644) – 편양 언기 (鞭羊彦機)

- 65/38/9. P’ungdam Ŭisim (1592-1665) – 풍담 의심 (楓潭義諶)

- 66/39/10. Wŏldam Sŏlje (1632-1704) – 월담 설제 (月潭雪霽)

- 67/40/11. Hwansŏng Chian (1664-1729) – 환성 지안 (喚惺志安)

- 68/41/12. Hoam Ch'ejŏng (bd) – 호암 체정 (虎巖體淨)

- 69/42/13. Ch'ŏngbong Kŏan (1710-1793) – 청봉 거안 (靑峰巨岸)

- 70/43/14. Yulbong Ch'ŏnggo (bd) – 율봉 청고 (栗峰靑古)

- 71/44/15. Kŭmhŏ Pŏpch'ŏm (bd) – 금허 법첨 (錦虛法沾)

- 72/45/16. Yongam Hyeŏn (bd) – 용암 혜언 (龍岩慧彦)

- 73/46/17. Yŏngwŏl Pongyul (1738-1823) – 영월 봉율 (永月奉律)

- 74/47/18. Manhwa Posŏn (bd) – 만화 보선 (萬化普善)

- 75/48/19. Kyŏnghŏ Sŏngu (1849–1912) – 경허 성우 (鏡虛惺牛)

- 76/49/20. Hyewol Hyemyŏng (1862-1937) – 혜월 혜명 (慧月慧明)

- 77/50/21. Unbong Sŏngsu (1889-1944) – 운봉 성수 (雲峰性粹)

- 78/51/22. Hyanggok Hyerim (1912-1978) – 향곡 혜림 (香谷蕙林)

- 79/52/23. Chinche Pŏpwon (1934-) – 진제 법원 (眞際法遠)

- 76/49/20. Mangong Wŏlmyŏn (1871–1946) – 만공 월면 (滿空月面)

- 77/50/21. Kobong Kyŏnguk (1890–1961) – 고봉 경욱 (高峯 [古峯, 古峰] 景昱)

- 78/51/22. Sungsan Haengwŏn (Seung Sahn) (1927–2004) – 숭산 행원 (崇山行願)

- 79/52/23/1. Sŏnghyang (Barbara Rhodes) USA
- 79/52/23/1. Wubong (Jacob Perl) Niemcy, Korea

- 80/53/24/2. Bonshim (Aleksandra Porter) Polska
- 80/53/24/2. Jikwang (Roland Wöhrle-Chon) Niemcy

- 79/52/23/1. Daebong Korea
- 79/52/23/1. Wukwang (Richard Shrobe) USA
- 79/52/23/1. Daekwang USA

- 80/53/24/2. Bonyo (Grażyna Perl) Francja
- 80/53/24/2. Jyonghae (Andrzej Piotrowski) Polska

- 79/52/23/1. Haekwang (Stanley Lombardo) USA
- 79/52/23/1. Bonhaeng (Mark Houghton) USA
- 79/52/23/1. Bonyŏn (Jane McLaughlin-Dobisz) USA
- 79/52/23/1. Bonsŏng (Jeff Kitzes) USA
- 79/52/23/1. Daekwan Hongkong mistrzyni sŏn
- 79/52/23/1. Daejin Korea
- 79/52/23/1. Chong Gak Shim Korea
- 79/52/23/1. Dae Sŏn Haeng Korea